# Crucero de placer (película)
Crucero de placer  es una película de Argentina filmada en Eastmancolor dirigida por Carlos Borcosque (hijo) sobre el guion de Daniel Delbene que se estrenó el 20 de marzo de 1980 y que tuvo como actores principales a Claudio García Satur, Juan Carlos Altavista, Ana María Cores y Pedro Quartucci. Fue filmada parcialmente en el Delta del Río Paraná

## Sinopsis
El corto viaje que dos hombres casados hacen para distenderse.

## Reparto
Los intérpretes fueron:
- Claudio García Satur
- Juan Carlos Altavista
- Ana María Cores
- Pedro Quartucci
- Sandra Sandrini
- Juan Carlos de Seta
- Juan Carlos Puppo
- Roberto Carnaghi
- Patricio Contreras
- Mónica Elías
- Noemí Ceratto
- Katja Alemann
- Juan Manuel Tenuta

## Comentarios
Fernando Masllorens en Convicción escribió:

«Un film para olvidar mucho antes de verlo.»

La Opinión escribió:

«(Borcosque) ahora encara la comedia de humor, sin groserías ni situaciones chabacanas trayendo al cine argentino el hotel que faltaba: flotante.»

Manrupe y Portela escriben:

«Comedia intrascendente con logradas intenciones pasatistas, logradas en forma parcial.»